# Altforweiler
Altforweiler (Saarländisch Aldefoorwiller) ist ein Ortsteil (Gemeindebezirk) der Gemeinde Überherrn im Landkreis Saarlouis (Saarland). Bis Ende 1973 war Altforweiler eine eigenständige Gemeinde.

## Lage
Altforweiler liegt am Rande des Saartals, unterhalb von Berus an der Steilstufe des Saargaus, direkt an der französischen Grenze. Nachbarorte sind Felsberg, Berus und Bisten, die ebenfalls zur Gemeinde Überherrn gehören, und Neuforweiler, ein Stadtteil von Saarlouis.

## Geschichte
Altforweiler wurde zum ersten Mal im Jahre 1121 geschichtlich erwähnt. Aber dass lange vorher hier schon eine Siedlung bestand, belegen Ausgrabungen aus der Keltenzeit und Römerzeit. Hermann Maisant schreibt in seinem Buch „Der römische Gutshof von Altforweiler“ über viele Funde im Gebiet „Primmengärten“ und „Langlängt“, die Zeugen dieser langen Vergangenheit sind. So wurden Münzen aus der Römerzeit gefunden, 2. bis 4. Jahrhundert nach Christus.
Ursprünglich hieß der Ort Forweiler. Erst seit der Gründung Neuforweilers im Jahr 1703 nennt sich das Dorf zur Unterscheidung Altforweiler. Im allgemeinen Sprachgebrauch ist der alte Name Forweiler auch heute noch gebräuchlich.
Der Ort war bis 1815 dem Kanton Saarlouis im Département Moselle zugeordnet.
Die Kirche St. Matthias wurde im Juli 1935 ihrer Bestimmung übergeben. Das Gotteshaus wurde von der Gemeinde in Eigenleistung schuldenfrei erstellt.
Im Rahmen der saarländischen Gebiets- und Verwaltungsreform wurde die bis dahin eigenständige Gemeinde Altforweiler am 1. Januar 1974 der Gemeinde Überherrn zugeordnet.

## Ehemaliges Gemeindewappen
Am 9. Juli 1964 wurde der damaligen Gemeinde Altforweiler das Recht verliehen, ein Gemeindewappen zu führen. Die jahrhundertelange Verbundenheit mit dem Herzogtum Lothringen fand im Wappen ihren Niederschlag in der Wahl der Farben Rot-Gold-Silber, aber auch in der Aufnahme des lothringischen Stammschildes im unteren Wappenteil. Im Schildhaupt erscheinen zwei silberne (eiserne) Kronen, um an die enge religiöse Verbundenheit des Ortes mit der Heiligen Oranna und ihrer Gefährtin Cyrilla zu erinnern. Der rote Stern wurde in das Wappen aufgenommen, um das rege kulturelle Leben der aufstrebenden Gemeinde zu versinnbildlichen.

## Vereine/Jumelage
Der Ort zeichnet sich durch ein reges Vereinsleben aus. Unter dem Dachverband der Ortsinteressengemeinschaft schließen sich 25 Vereine zusammen. Auch eine eigene deutsch-französische Partnerschaft unterhält Altforweiler seit 2000 mit dem Ort Ailly-sur-Noye, der 2600 Einwohner hat und 17 km südlich von Amiens in der Picardie liegt.

## Veranstaltungen
- Oranna-Kirmes am 3. Septemberwochenende (Sonntag nach Kreuzerhöhung, 14. September) mit traditioneller „Beerdigung des Kirwenhannes“ am Kirmesdienstag
- Dorffest (zweijährlich)
- Pfarrfest